# Cmentarz parafii św. Michała Archanioła w Mszanie Dolnej
Cmentarz parafii św. Michała Archanioła w Mszanie Dolnej – cmentarz rzymskokatolicki znajdujący się w mieście Mszana Dolna w województwie małopolskim. Pełni funkcję cmentarza parafialnego. 
Cmentarz powstał ok. roku 1890. Najstarszym udokumentowany nagrobkiem był grób Amalii z Konalskich Kołodziejowej (1849-1889) pochodzi z 1889 r.
Został on wpisany do rejestru zabytków wraz z dawnym Kościołem św. Jana Chrzciciela w Olszówce (drewniany) i jego murem (A-112 z 12 lutego 1969).

## Osoby pochowane na cmentarzu
- Amalia z Konalskich Kołodziejowa (1849-1889) - najstarszy udokumentowany nagrobek na cmentarzu[5]. (kwatera: 6, rząd 4, grób: 53)[6]
- Piotr Kaleciak (1915–1978) –  społecznik, nauczyciel, etnograf, prezes Oddział Polskiego Towarzystwa Ludoznawczego w Mszanie Dolnej w latach 1972-1978. (kwatera: 8, rząd 1, grób: 313)[7][1]
- Sebastian Flizak (1881–1972) - polski nauczyciel, etnograf oraz prezes Oddziału PTL w Mszanie Dolnej w latach 1947-1972. (kwatera: 4, rząd 28, grób: 198)
- Barbara Panaś (1925–2010) - instruktorka, harcmistrz ZHP, Kawaler Orderu Uśmiechu, członek Szarych Szeregów, w latach 1976 – 1978 i 2002 – 2007 Komendantka Hufca Gorczańskiego [8][9][10]. (kwatera: 7, rząd 1, grób: 210)
- Stanisław Ciężadlik (1912–1996) -  artysta ludowy, malarz, rzeźbiarz, muzyk, scenograf, twórca lalek i aktor w Teatrze Lalek „Rabcio”, propagator folkloru Zagórzan. (kwatera: 7, rząd 6, grób: 249)[11]
- kpt. Władysław Szczypka (1914–1943) - oficer Wojska Polskiego i jeden z pierwszych dowódców partyzanckich Armii Krajowej na Sądecczyźnie. (zbiorowa mogiła)[12]

### Zbiorowa mogiła ofiar terroru hitlerowskiego i stalinowskiego w Mszanie Dolnej
Jest to miejsce pochówku m.in. więźniów zamordowanych przez Niemców w Kasinie Wielkiej. W październiku 1948 r. delegacja członków komitetu oraz więźniów obozów koncentracyjnych przywiozła w specjalnej urnie prochy i ziemię spod ściany śmierci bloku nr 11 w byłym niemieckim obozie zagłady w Oświęcimiu.

### Cmentarz wojenny nr 363
cmentarz wojenny z okresu I wojny światowej . Należy do okręgu X (Limanowa) Oddziału Grobów Wojennych C. i K. Komendantury Wojskowej w Krakowie. Jest jednym z 400 cmentarzy tego oddziału, z tego w okręgu limanowskim jest ich 36, spoczywa na nim 20 żołnierzy armii austro-węgierskiej, 2 żołnierzy armii niemieckiej oraz 10 żołnierzy armii carskiej.